# لوك فريمان
لوك فريمان (22 مارس 1992 في المملكة المتحدة - ) (بالإنجليزية: Luke Freeman)‏ هو لاعب كرة قدم بريطاني في مركز الهجوم. شارك مع منتخب إنجلترا تحت 16 سنة لكرة القدم ومنتخب إنجلترا تحت 17 سنة لكرة القدم. أما مع النوادي، فقد لعب مع تشارلتون أثلتيك وستيفيناغ بوروه ونادي أرسنال ونادي بريستول سيتي ونادي غيلينغهام ويوفل تاون.

## وصلات خارجية
- لوك فريمان على موقع قاعدة بيانات كرة القدم.إي يو (الإنجليزية)
- لوك فريمان على موقع Soccerbase.com (لاعب) (الإنجليزية)
- لوك فريمان على موقع Soccerway.com (الإنجليزية)
- لوك فريمان على موقع عالم كرة القدم.نت (الإنجليزية)